# اسیبادم، اسکودار
اسیبادم، اسکودار (به لاتین: Acıbadem, Üsküdar) در ترکیه است که در استانبول واقع شده‌است.